# جاموش أولن عليا
جاموش أولن عليا هي قرية في مقاطعة مشكين شهر، إيران. عدد سكان هذه القرية هو 28 في سنة 2006.